# 塩尻市立洗馬小学校
塩尻市立洗馬小学校（しおじりしりつ せばしょうがっこう）は、長野県塩尻市にある公立小学校。

## 所在地
〒399-0706 長野県塩尻市洗馬2545番地

## 沿革
- 1889年4月1日 - 東筑摩郡洗馬村発足に伴い、洗馬尋常小学校を設置、岩垂・小曽部・中村に支校を置く[1]。
- 1892年4月1日 - 洗馬尋常高等小学校とな[1]。
- 1903年 - 実業補習科が洗馬実業補習学校となる[1]。
- 1935年 - 実業補習学校を洗馬青年学校に改組する[2]。
- 1941年4月1日 - 国民学校令に基づき、洗馬国民学校と改称、初等科と高等科を併置[3]。
- 1947年4月1日 - 学制改革により、洗馬村立洗馬小学校となる。小曽部分校を設置。
- 1961年6月28日 - 塩尻市編入に伴い、塩尻市立洗馬小学校となる。
- 1984年4月1日 - 小曽部分校を本校に統合。

## 通学区域
塩尻市洗馬の全域。